# 16 Komenda Odcinka Trzebiatów
16 Komenda Odcinka Trzebiatów – samodzielny pododdział Wojsk Ochrony Pogranicza.
16 Komenda Odcinka sformowana została w 1946 w strukturze organizacyjnej 4 Morskiego Oddziału Ochrony Pogranicza. W 1948, na bazie 16 Komendy Odcinka sformowano Samodzielny Batalion Ochrony Pogranicza nr 20.

## Struktura organizacyjna
Dyslokacja 16 Komendy Odcinka Trzebiatów przedstawiała się następująco:
- Komendantura odcinka nr 16 – Trzebiatów
- 76 strażnica – Kołczewo
- 77 strażnica – Dziwnów
- 78 strażnica – Nowe Śliwno
- 79 strażnica – Głębokie[4]
- 80 strażnica – Grzybowo

## Dowódcy odcinka
- mjr Mikołaj Alizarczyk (był 10.1946)[b].
- kpt. Tadeusz Czwarnos (? – 26.09.1947) [5]
- mjr Mieczysław Bulesowski (26.09.1947 – ?)[5]